# 多岐川装子
多岐川 装子（たきがわ そうこ、1971年5月3日 - ）は、日本の女優、シャンソン歌手。大阪府出身。

## 来歴
立教大学経済学部経済学科卒業。大学時代にシャンソンを歌い始め、卒業後は医学薬学文献検索リサーチ会社に一年間勤務後、「劇団ふるさときゃらばん」に入団。「噂のファミリー・一億円の花婿」「天狗のかくれ里」などの劇団オリジナル作品へ主要な役で出演しながら、日本全都道府県を年間100ステージ近く巡演する。
退団後、NYへ渡り、語学学校へ通いながらダンスや歌のレッスンに通う日々を送る。その後、「スウィニー・トッド」「祝祭音楽劇トゥーランドット」「三文オペラ」、「屋根の上のヴァイオリン弾き」「ラ・カージュ・オ・フォール」「シラノ」などのミュージカルに出演。蜷川幸雄演出作品では音楽劇「ガラスの仮面」「身毒丸」「あゝ、荒野」、村上春樹原作の「海辺のカフカ」では2015年にはワールドツアーとしてロンドン、ニューヨーク、シンガポール、ソウル公演にも参加した。